# Ucayalipithecus
 Ucayalipithecus  ist eine fossil überlieferte Gattung der Primaten aus der ausgestorbenen Familie der Parapithecidae, die an der Grenze des Eozäns zum Oligozän in Südamerika vorkam. In Peru entdeckte Knochenfunde, die zu dieser Gattung gestellt werden, wurden in die Zeit vor mindestens 32 Millionen Jahren datiert. Einzige bislang beschriebene Art der Gattung ist Ucayalipithecus perdita, ein naher Verwandter von afrikanischen Vorfahren, die den seinerzeit rund 1500 bis 2000 Kilometer breiten Südatlantik – vermutlich auf einer Art Floß aus Pflanzenteilen – überquert und den gesamten Kontinent von Ost nach West durchquert hatten.

## Namensgebung
Ucayalipithecus ist ein Neologismus. „Ucayali“ verweist auf die peruanischen Provinz Ucayali, in der die für die Erstbeschreibung herangezogenen Funde entdeckt wurden. Die zweite Hälfte des Gattungsnamens ist abgeleitet von dem griechischen Wort πίθηκος (altgriechisch ausgesprochen píthēkos: „Affe“). Das Epitheton der Typusart, perdita, steht für lateinisch „verloren“. Ucayalipithecus perdita bedeutet demnach sinngemäß „ausgestorbener Affe aus Ucayali“. In der gleichen Fundstätte in der Provinz Ucayali wurde auch der etwas ältere Perupithecus ucayaliensis entdeckt.

## Erstbeschreibung
Als Holotypus der Gattung und zugleich der Typusart Ucayalipithecus perdita wurde in der Erstbeschreibung ein einzeln gefundener, zweiter Molar aus einem Unterkiefer benannt (Sammlungsnummer CPI-7936). In der Erstbeschreibung von Gattung und Typusart wurden zudem drei weitere Zähne als Paratypen benannt: ein teilweise erhaltener Oberkiefer-Molar M1, ein teilweise erhaltener, linker Oberkiefer-Molar M2 und ein linker Unterkiefer-Molar M3. Verwahrort der Zähne ist das Instituto Geológica, Minero y Metalúrgico in Lima.
Alle vier Zähne stammen aus dem gleichen, Yahuarango Formation genannten Fundhorizont am linken Ufer des Río Yurúa, rund 7,5 Kilometer südlich der Grenze von Peru und Brasilien. Ihre Merkmale – insbesondere die Beschaffenheit und Anordnung der Zahnhöcker – wurden in der Erstbeschreibung abgegrenzt von den beiden aus Ägypten bekannten Gattungen Qatrania und Abuqatrania sowie von Perupithecus. Im Ergebnis wurde Ucayalipithecus perdita als „Schwestertaxon“ von Qatrania wingi interpretiert. Die Art wurde der Verwandtschaftsgruppe der Altweltaffen und in dieser der Familie Parapithecidae zugeordnet, deren bisherige Funde aus Nordafrika (Fayyum) stammten.
Anhand der Größe der Zähne wurde geschätzt, dass Ucayalipithecus zwischen 319 und 366 Gramm gewogen haben könnte (vergleichbar mit heute lebenden Marmosetten); der Beschaffenheit ihrer Zähne nach lebten die Tiere der Art auf Bäumen und waren Fruchtfresser.

## Belege
1. 1 2  Erik R. Seiffert, Marcelo F. Tejedor, John G. Fleagle, Nelson M. Novo, Fanny M. Cornejo, Mariano Bond, Dorien de Vries, Kenneth E. Campbell Jr.: A parapithecid stem anthropoid of African origin in the Paleogene of South America. In: Science. Band 368, Nr. 6487, 2020, S. 194–197, doi:10.1126/science.aba1135.
2. ↑  Marc Godinot: Rafting on a wide and wild ocean. In: Science. Band 368, Nr. 6487, 2020, S. 136–137, doi:10.1126/science.abb4107.
3. ↑  Ein Urzeit-Affe als Seefahrer. Auf: scinexx.de vom 14. April 2020.